# فرانك مورغان (عازف جاز)
فرانك مورغان (بالإنجليزية: Frank Morgan)‏ هو عازف جاز أمريكي، ولد في 23 ديسمبر 1933 في منيابولس في الولايات المتحدة، وتوفي بنفس المكان في 14 ديسمبر 2007.

## وصلات خارجية
- فرانك مورغان على موقع IMDb (الإنجليزية)
- فرانك مورغان على موقع ميوزك برينز (الإنجليزية)
- فرانك مورغان على موقع أول ميوزيك (الإنجليزية)
- فرانك مورغان على موقع ديسكوغز (الإنجليزية)
- فرانك مورغان على موقع قاعدة بيانات الفيلم (الإنجليزية)